# Фатмаґюль
Фатмаґюль (тур. Fatmagül'ün Suçu Ne?) — турецький телесеріал драматичного типу, який транслювався на Kanal D у 2010—2012 роках.
Перший епізод вийшов в ефір 16 вересня 2010 року.
Сценарій серіалу написали Едже Йоренч і Мелек Генчоглу, а режисером є Хілал Сарал.
Серіал має 2 сезони. Завершився 80-м епізодом, який вийшов у ефір 21 червня 2012 року.

## Сюжет
У день, коли Фатмагюль йде зустрічати свого нареченого з плавання, на шляху дівчина зустрічає 4 п'яних чоловіків, 3 з яких діти забезпечених людей. Ніхто з них і не думав, що жарт може скінчитися насильством. Не усвідомлюючи своїх дій, чоловіки ґвалтують Фатмагюль.
За справу береться поліція. За турецьким законодавством цей процес вважатиметься закритим, якщо один із ґвалтівників одружується з жертвою. І тоді багаті батьки ґвалтівників, щоб врятувати своїх дітей від в'язниці, розробляють план: вони вмовляють одружитися Керіма на Фатмагюлі, пожити разом з нею в шлюбі один рік, а потім розлучитися. Так, молоду дівчину видають заміж за одного з ґвалтівників — за Керіма.

## Сезони
| Сезон               | Епізоди | Перший показ    | Останій показ  | Мережа  |
| ------------------- | ------- | --------------- | -------------- | ------- |
| Сезон 1 (2010-2011) | 1-39    | 16 вересня 2010 | 16 червня 2011 | Канал D |
| Сезон 2 (2011—2012) | 2-41    | 8 вересня 2011  | 21 червня 2012 | Канал D |

## Акторський склад та український дубляж
- Берен Саат (Катерина Буцька) — Фатмаґюль Ільгаз
- Енгін Акюрек (Михайло Тишин) — Керім Ільгаз
- Фірат Челік (Олесь Гімбаржевський) — Мустафа Налчин
- Мурат Далтабан (Євген Пашин) — Мунір Телчі
- Каан Тасанер (Андрій Твердак) — Ердоган Ясаран
- Деніз Туркалі — Періхан Ясаран
- Седа Гювен (Юлія Перенчук) — Мелтем Ясаран
- Есра Дерманджоглу (Лідія Муращенко) — Мукаддес Кетенчі
- Енгін Озтюрк — Селім Ясаран
- Сумру Явруджук (Ніна Касторф) — Мерьем Аксой
- Бюлент Сейран (Анатолій Зіновенко) — Рахмі Кетенчі
- Бугра Гулсой (Олександр Погребняк) — Вурал Намли

Українською мовою серіал дубльовано студією «1+1» у 2014 році.

## Трансляція в Україні
- З 7 квітня по 1 серпня 2014 року на телеканалі «1+1», у будні, о 17:10 по одній серії.

## Міжнародні ремейки
Індія — У чому винна Амаль?.
 Іспанія — «Альба».